# 트루 라이프
트루 라이프(Tru-Life, 본명 Roberto Guzman Rosado, Jr, 1976년 9월 18일 ~ )는 푸에르토리코 출신의 미국의 래퍼이다. 현재 제이-지의 레이블인 락커펠라 레코드에 있으나,활동을 거의 하지 않는다. 랩퍼인 스눕 독은 그를 자신의 회사인 도기스타일 레코드로 영입하길 원해, 그를 영입했다.

## 생애
그는 1999년 '드림워크 레코드'에 영입되었으나,그의 앨범인 'Cryin' Out Loud'를 스케줄상 발매해주지 않고, 탈퇴시킨다. 그는 인터뷰에서 "(드림워크 레코드는)아직 흑인 음악에 대해 자신이 없는 것 같다. 또한 흑인음악에 관심이 없어보인다."라고 말했으며,이어서 "그들은 너무 많은 트러블을 일으킨다."라고 말했다. 이후 락커펠라 레코드의 오디션에 합격한 그는 바로 영입되었고, 그는 힙합듀오 맙딥, 캄론이 이끄는 디플로맷츠와 비프가 있었다.

## 디스코그래피

### 앨범
- 2001 : Cryin' Out Loud (Shelved)
- 2001 : Ghetto Inmates (Shelved, dropped over Mobb Deep feud)

### 믹스테잎
- 2005 : The New New York: The Movement
- 2007 : Tru York

### 싱글
- "When Your a Thug"(프로디지와 & 쿨 지 랩이 피처링)
- "I Can't Believe"(스위즈 비츠가 피처링)
- "Tears"(보비 발렌티노(en)가 피처링)
- "Watch Me Fall"(스눕 독이 피처링)
- "I Don't Need Love"(케리 힐슨(en)이 피처링)
- "In Dem Jeans"